# Саїду Сімпоре
Саїду Сімпоре (фр. Saïdou Simporé, нар. 31 серпня 1992) — буркінійський футболіст, опорний півзахисник клубу «Аль-Іттіхад» (Александрія) та національної збірної Буркіна-Фасо.

## Клубна кар'єра
Розпочав займатись футболом на батьківщині у клубі «Кадіого», де і розпочав виступи на дорослому рівні. Згодом також виступав на батьківщині за клуб «Сонабель».
2018 року вирушив до Єгипту, де виступав за місцеві команди «Ель-Дахлея», «Аль-Масрі» та «Аль-Іттіхад».

## Міжнародна кар'єра
10 вересня 2013 року дебютував у складі національної збірної Буркіна-Фасо у товариській грі проти Нігерії (1:4), в якій забив гол. Наступного року поїхав з командою на Чемпіонат африканських націй, що проходив у ПАР, де зіграв у одному матчі проти Уганди (1:2), а його збірна не вийшла з групи.
На початку 2022 року потрапив до заявки збірної на Кубок африканських націй у Камеруні.